# Aola
Aola ist eine administrative Einheit (Ward, Distrikt) des unabhängigen Inselstaates der Salomonen im südwestlichen Pazifischen Ozean.

## Geographie
Aola bildet zusammen mit Kolokarako, Valasi und Longgu den Verwaltungsbezirk East Central Guadalcanal, mit denen er im Süden und Osten gemeinsame Grenzen hat. Im Westen grenzt er an die Distrikte East Tasimboko und Paripao aus dem Bezirk North East Guadalcanal. Der Distrikt hat eine Fläche von 169 km² und ca. 4000 Einwohner (2009). Er ist dicht bewaldet, geprägt von der hügeligen Landschaft und der Küste und benannt nach dem Aola River, der in die Aola Bay mündet. Weitere bedeutende Flüsse sind Nggurambusu River und Kombito River. Vor der Küste liegen die Inselchen Vulelua und Mbara sowie der Fairway Rock.

## Klima
Das Klima ist tropisch, die durchschnittliche Tagestemperatur liegt bei gleichbleibend 28 Grad Celsius, die Wassertemperaturen bei 26 bis 29 Grad. Feuchtere Perioden sind vorwiegend zwischen November und April, diese sind aber nicht sehr ausgeprägt. Die durchschnittliche Niederschlagsmenge pro Jahr liegt bei 3000 mm.